# Собор Парижской Богоматери (фильм, 1956)

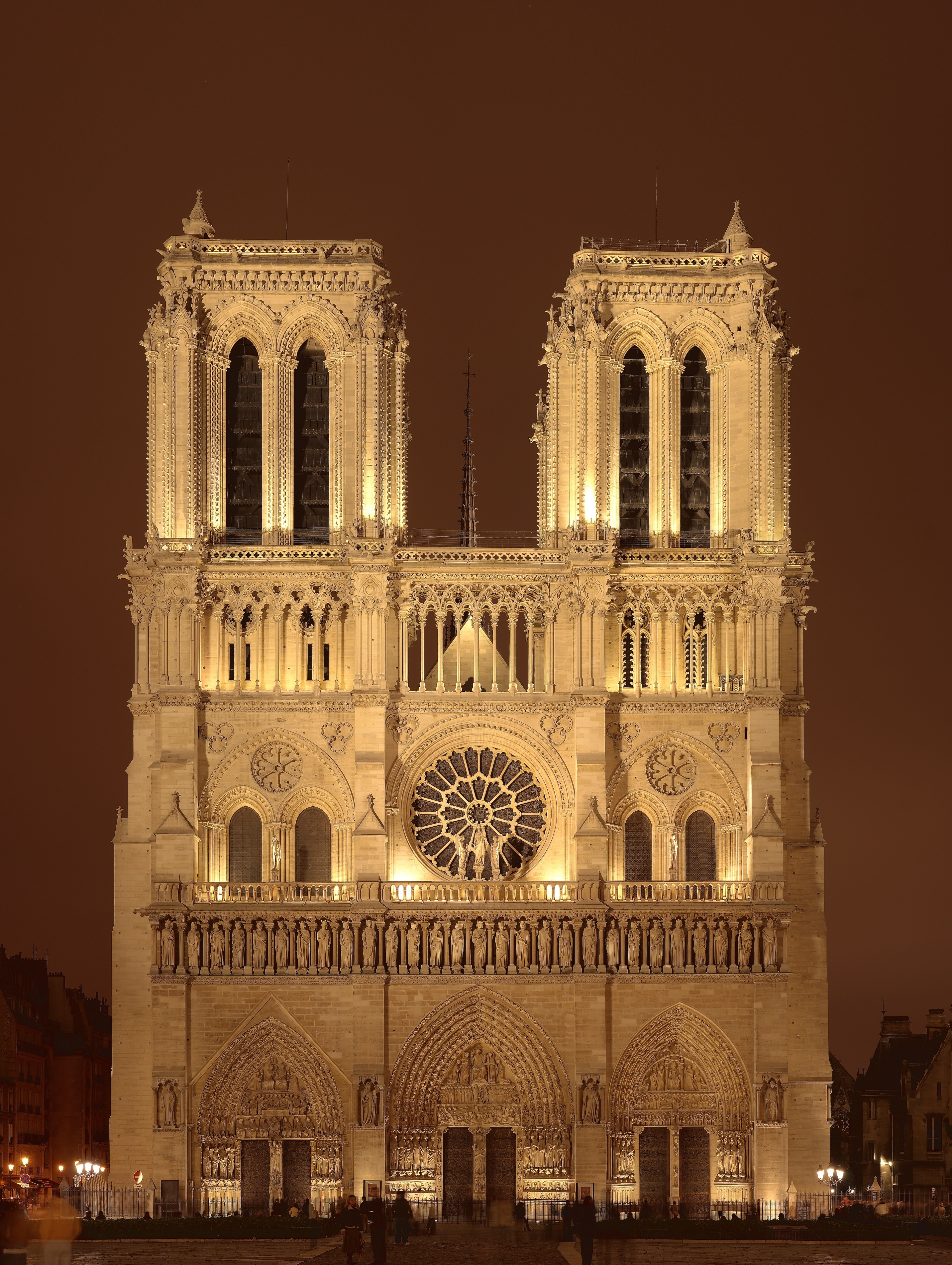
Собор Парижской Богоматери

«Собор Парижской Богоматери» (фр. Notre-Dame de Paris) — фильм по роману Виктора Гюго «Собор Парижской Богоматери». Постановку этого масштабного проекта осуществил обладатель Гран-при Каннского фестиваля, режиссёр Жан Деланнуа. Натурные съемки, роскошные костюмы и великолепная игра знаменитых актёров Джины Лоллобриджиды, Энтони Куинна и Алена Кюни.

## Сюжет
Фильм переносит зрителей в средневековый Париж, где происходят все действия. Цыганка Эсмеральда своей красотой сводит с ума мужчин. В неё тайно влюблен Клод Фролло, суровый священник из Собора Парижской Богоматери. Воспитанник святого отца, горбун Квазимодо, также очарован смуглой плясуньей. А девушка хранит верность аристократу по имени Феб. Одурманенный ревностью священник ранит его. В преступлении обвиняют Эсмеральду и судьи приговаривают девушку к смерти через повешение. Феб не делает ничего ради её спасения, но на помощь любимой приходит горбун Квазимодо. Концовка фильма частично отличается от романа: Эсмеральда была убита стрелой при штурме собора. Её последние слова: «Жизнь прекрасна» (фр. «C'est beau, la vie»). Чуть позже Квазимодо находит в подвале тело Эсмеральды, обнимает его и сам умирает от горя.

## В ролях
| Актёр               | Роль                       |
| ------------------- | -------------------------- |
| Джина Лоллобриджида | Эсмеральда                 |
| Энтони Куинн        | Квазимодо                  |
| Жан Дане            | Феб де Шатопер             |
| Ален Кюни           | Клод Фролло                |
| Робер Ирш           | Пьер Гренгуар              |
| Даниэль Дюмон       | Флёр-де-Лис                |
| Филипп Клэй         | Клопен Труйльфу            |
| Морис Сарфати       | Жеан Фролло де Молендино   |
| Жан Тиссье          | король Людовик XI          |
| Валентайн Тессьер   | Алоиза Гонделорье          |
| Жак Иллинг          | прокурор Мэтр Жак Шармолю  |
| Жак Дюфийо          | Гийом Руссо                |
| Роже Блен           | Матиас Хунгади             |
| Марианн Освальд     | старуха Фалурдель          |
| Роланд Байли        | Палач                      |
| Камилл Герини       | Председатель суда          |
| Роберт Ломбард      | Мэтр Жак Коппеноль         |
| Альбер Реми         | Юпитер                     |
| Юбер де Лапаран     | Гийом де Аранкур           |
| Борис Виан          | Кардинал Карл II де Бурбон |

## Награды
- 1957 — Bambi Awards в номинации «Лучшая актриса» (Джина Лоллобриджида)